# 納木瓦島
納木瓦島是南太平洋國家薩摩亞的島嶼，屬於阿萊帕塔群島的一部分，位於烏波盧島以東，面積0.20平方公里，海拔線長度1.5公里，島上無人居住。
14°01′S 171°25′W / 14.017°S 171.417°W